# Halifax County (North Carolina)
Halifax County ist ein County im US-Bundesstaat North Carolina der Vereinigten Staaten. Der Verwaltungssitz (County Seat) ist Halifax.

## Geographie
Das County liegt im Nordosten von North Carolina, grenzt mit der nördlichsten Ecke an Virginia und hat eine Fläche von 1894 Quadratkilometern, wovon 16 Quadratkilometer Wasserfläche sind. Es grenzt im Uhrzeigersinn an folgende Countys: Northampton County, Bertie County, Martin County, Edgecombe County, Nash County und Warren County.
Halifax County ist in zwölf Townships aufgeteilt: Brinkleyville, Butterwood, Conoconnara, Enfield, Faucett, Halifax, Littleton, Palmyra, Roanoke Rapids, Roseneath, Scotland Neck und Weldon.

## Geschichte
Halifax County wurde am 1. Januar 1759 aus Teilen des Edgecombe County gebildet. Benannt wurde es, ebenso wie die Bezirkshauptstadt Halifax, nach George Montagu-Dunk, 2. Earl of Halifax.
41 Bauwerke und Stätten des Countys sind insgesamt im National Register of Historic Places eingetragen (Stand 3. März 2018).

## Demografische Daten
Nach der Volkszählung im Jahr 2000 lebten im Halifax County 57.370 Menschen. Davon wohnten 1.760 Personen in Sammelunterkünften, die anderen Einwohner lebten in 22.122 Haushalten und 15.308 Familien. Die Bevölkerungsdichte betrug 31 Einwohner pro Quadratkilometer. Ethnisch betrachtet setzte sich die Bevölkerung zusammen aus 42,57 Prozent Weißen, 52,56 Prozent Afroamerikanern, 3,14 Prozent amerikanischen Ureinwohnern, 0,54 Prozent Asiaten, 0,02 Prozent Bewohnern aus dem pazifischen Inselraum und 0,47 Prozent aus anderen ethnischen Gruppen; 0,71 Prozent stammten von zwei oder mehr Ethnien und 1,01 Prozent der Bevölkerung waren spanischer oder lateinamerikanischer Abstammung.
Von den 22.122 Haushalten hatten 31,2 Prozent Kinder unter 18 Jahren, die bei ihnen lebten. 44,1 Prozent davon waren verheiratete, zusammenlebende Paare, 20,4 Prozent waren allein erziehende Mütter und 30,8 Prozent waren keine Familien. 27,7 Prozent waren Singlehaushalte und in 12,0 Prozent lebten Menschen mit 65 Jahren oder älter. Die Durchschnittshaushaltsgröße betrug 2,51 und die durchschnittliche Familiengröße war 3,06 Personen.
26,2 Prozent der Bevölkerung waren unter 18 Jahre alt. 8,0 Prozent zwischen 18 und 24 Jahre, 27,7 Prozent zwischen 25 und 44 Jahre, 23,2 Prozent zwischen 45 und 64, und 14,9 Prozent waren 65 Jahre alt oder Älter. Das Durchschnittsalter betrug 37 Jahre. Auf alle weibliche Personen kamen 90,7 männliche Personen. Auf alle Frauen im Alter von 18 Jahren oder darüber kamen 86,0 Männer.
Das jährliche Durchschnittseinkommen eines Haushalts betrug 26.459 US-$, das jährliche Durchschnittseinkommen einer Familie 33.515 $. Männer hatten ein durchschnittliches Einkommen von 28.025 $, Frauen 20.524 $. Das Prokopfeinkommen betrug 13.810 $. 23,9 Prozent der Bevölkerung und 19,4 Prozent der Familien lebten unterhalb der Armutsgrenze. Darunter waren 33,0 Prozent der Kinder und Jugendlichen unter 18 Jahren und 22,4 Prozent der Menschen ab 65 Jahren.